# 李暉 (香港)
李暉，MH（1969年5月30日—），祖籍中國桂林，香港武術運動員。2000年成立「李暉武術文化中心」開班授徒。

## 背景
李暉在1969年生於中國廣西桂林市，早年入讀廣西柳州戲劇學院學習桂劇4年，1986年移居香港生活。到埗初年在荔園宋城擔任表演人員。後來在1989年參加全港武術公開賽時因表現優異而獲得賞識加入香港武術代表隊，代表香港參加1989年第一屆亞洲武術錦標賽。1990年向中國武術家陳道雲拜師，參加北京亞運會，並取得了全能第4名成績。1992年於世界武術錦標賽取得一金兩銀，1993年首次成為世界武術錦標賽冠軍，贏得棍術及長拳金牌。此外，她亦於1993年第一屆東亞運動會中獲得女子長拳三項全能銅牌，1994年得到可口可樂香港傑出運動員獎。本來正備戰1994年廣島亞運會的她由於在1993年懷孕，一度暫停於體育發展。
考慮到健康的重要性﹐又希望繼續實踐在武術方面未完成的事，李暉於是在1996年拜入中國武術家門惠豐門下，學習太極拳及太極劍，1997年隨張廣德學習導引養生功，至1999年復出。同年參加世界錦標賽﹐且取得太極劍的金牌及太極拳的銀牌。2000年於第五屆亞洲武術錦標賽奪得這兩個項目的金牌，3月獲頒發第14屆可口可樂香港傑出運動員獎。為推廣太極與養生之道，她在2000年6月開設個人網頁「www.lifai.com」。其後在2001年，李暉與時任香港立法會議員兼中國香港體育協會暨奧林匹克委員會會長霍震霆帶同首批十八萬個支持北京申請主辦奧運簽名前往北京表達心意。同年擔任第3屆東亞運動會香港隊開幕禮持旗手。在2002年釜山亞運會中，她為香港奪得武術（女子太極拳類兩項全能）銀牌。
2006年，李暉獲香港特別行政區政府頒發榮譽勳章，以表揚她「在國際武術比賽中表現卓越，以及致力推廣武術運動」。2008年拜中國武術名家錢源澤為師深造太極武藝。

## 個人生活
李暉已婚，育有一名女兒馮嘉恩（Emily）。

## 參與演出
電影
- 1988年 棋王
- 1990年 痴狼劫
- 1990年 倩女幽魂II：人間道
- 1992年 鹿鼎記
- 1992年 鹿鼎記II神龍教
- 1992年 鬼打鬼之黃金道士 飾 阿暉
- 1993年 火種
- 1993年 正牌韋小寶之奉旨溝女 飾 雙兒
- 1993年 少年黃飛鴻之鐵馬騮
- 1994年 重案實錄O記	飾 李鎮山下屬
- 2005年 龍威父子 飾 太極宗師
- 2008年 奪標 飾 韓暉
- 2021年 龍虎武師

電視劇
- 1989年 公私三文治 飾 淑賢表妺（第64集，無綫電視）

節目嘉賓
- 2016年 我愛香港（無綫電視）

廣告
- 2008年 追風活絡油

粵劇
- 2003年 「盜仙草」

## 幕後指導
- 1990年 倩女幽魂II：人間道
- 1992年 審死官
- 1992年 新龍門客棧
- 1992年 鹿鼎記（替身）
- 1993年 東方三俠
- 2005年 龍威父子（武術指導）

## 個人創作
- 1996年 《你我他的冠軍路》（山邊社出版）[13]
- 1999年 《太極學堂》[13]

## 榮譽
- 香港特區政府嘉獎

榮譽勳章（MH）（2006年）
- 香港傑出運動員選舉

「香港傑出運動員」（2001年、2002年- 共2次當選）

## 外部連結
- 李暉的Facebook專頁
- 李暉武術文化中心 （页面存档备份，存于）
- 太極人生博客 （页面存档备份，存于）